# Arade
L'Arade és un riu de Portugal de l'àrea de l'Algarve, que naix a la serra de Caldeirão i passa per Silves, Portimão i Lagoa, i desaigua a l'Atlàntic, a Portimão, a l'est de la platja da Rocha. Portimão és el gran port de l'Arade. Té un cabal mitjà de 1,5 m3/s (aprox.).
En el temps dels descobriments portuguesos era navegable fins a Silves, on hi havia un port important. Hui, a causa de l'agradació, només petits vaixells hi poden arribar.

## El riu Arade en la conquesta de Silves

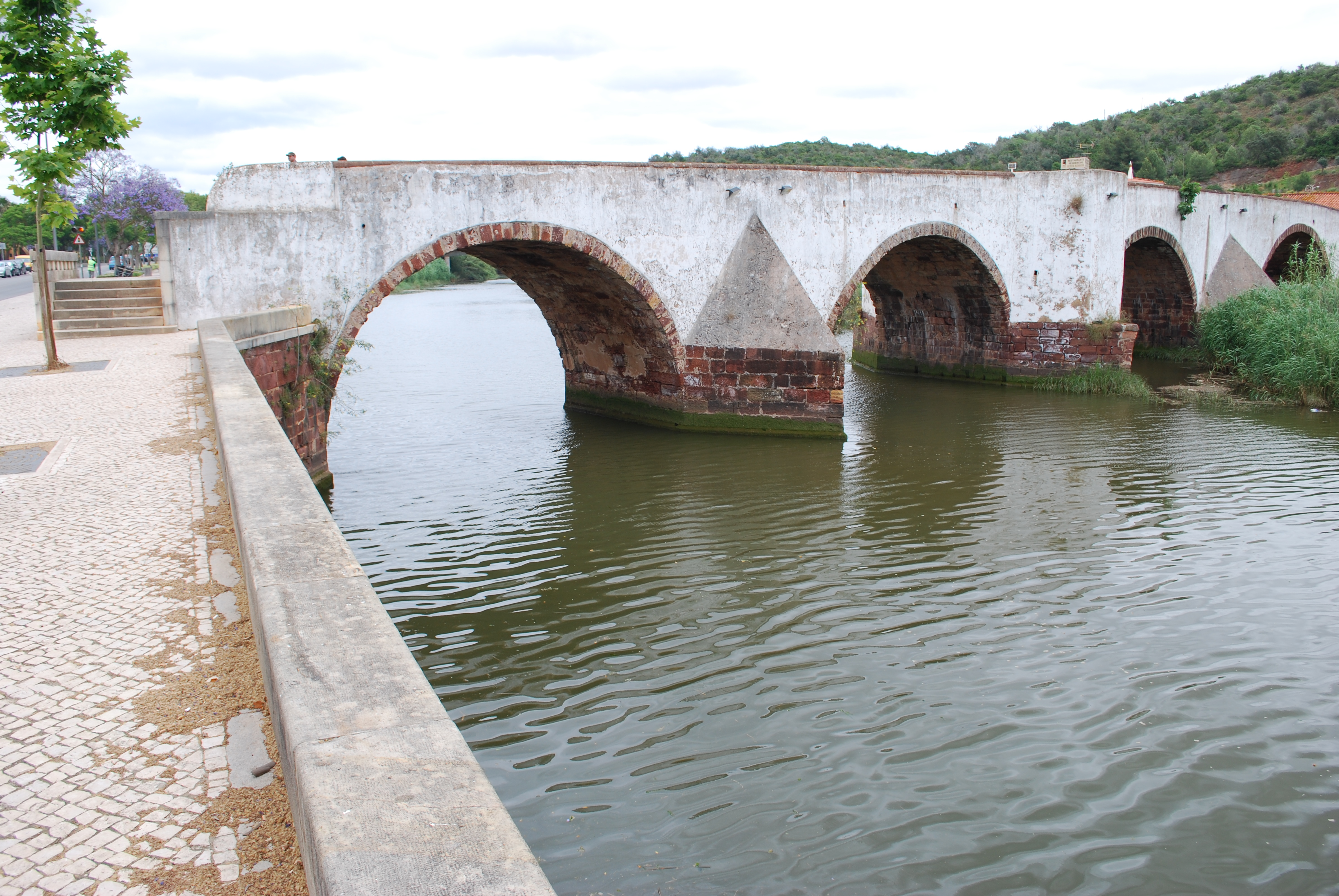
Pont de Silves sobre l'Arade

Un dels factors que tingueren gran impacte en el desenvolupament de la ciutat de Silves en el període de domini àrab fou la seua proximitat al riu Arade, llavors navegable fins a les seues muralles.
L'any 1189, a petició de Sanç I, una flota de croats que anava camí de Terra Santa va pujar el riu Arade, i s'ajuntà a les tropes portugueses que venien per terra per conquerir la ciutat, cosa que esdevingué, després d'un llarg setge, el 3 de setembre d'aquest mateix any.
A Silves, al s. XV s'alçà un pont sobre l'Arade que hui és un dels ex-libris de la ciutat.
El riu, que motivà el creixement de la ciutat, també n'influí en el declivi, agreujat per l'agradació, que només permet la navegabilitat de vaixells petits.

## Estuari
L'estuari de l'Arade separa els municipis de Portimão i Lagoa, i als seus marges hi ha salines, saladars, cursos d'aigua i zones urbanitzades. Entre la fauna i la flora que s'hi poden trobar hi ha plantes com Spartina maritima, barrella punxosa, Arthrocnemum fruticosum, Atriplex portulacoides, Juncus maritimus, Arthrocnemum macrostachyum, Suaeda vera, sempreviva, Salsola vermiculata i salat blanc; aus com ara el corb marí gros, el martinet blanc americà, el martinet blecblau, Platalea, el flamenc, els ràl·lids, la camallarga comuna, el corriol anellat gros, el pigre gris, el territ de tres dits, el territ variant, el territ fosc, el tètol cuanegre, el polit cantaire, la gamba verda, la xivita comuna, la xivitona comuna, el remena-rocs comú, la gavina vulgar, el gavià fosc, el gavià argentat, el xatrac becllarg, l'esplugabous, la cigonya blanca, el xoriguer comú, el colom, el falciot negre i el ballester comú; peixos com els joves (que en ser adults van a la mar) de la sardina, del llenguado, l'anxova, o dels mugílids i possiblement mamífers com ara la llúdria.

## Afluents
- Ribera d'Arade
- Ribera de Boina
- Ribera d'Odelouca

## Preses
- Presa de l'Arade
- Presa del Funcho